# Mistrzostwa Polski w Podnoszeniu Ciężarów Mężczyzn 1993
Mistrzostwa Polski w Podnoszeniu Ciężarów Mężczyzn 1993 – 63. edycja mistrzostw, która odbyła się w Ciechanowie w dniach 19–21 marca 1993 roku.

## Wyniki
| Konkurencja: | Złoto:                              | Wynik             | Srebro:                             | Wynik             | Brąz:                                 | Wynik             |
| 54 kg        | Sławomir Ruszczyk Okęcie Warszawa   | 225 (95+130)      | Adam Zaorski LKS Terespol           | 215 (95+120)      | Henryk Rok Światowit Myszków          | 212,5 (97,5+115)  |
| 59 kg        | Marek Gorzelniak Śląsk Wrocław      | 265 (117,5+147,5) | Stanisław Szarek WLKS Siedlce       | 250 (112,5+137,5) | Jen Harasiuk Legia Warszawa           | 245 (110+135)     |
| 64 kg        | Ryszard Ciupa WLKS Siedlce          | 280 (125+155)     | Bogdan Bakuła Śląsk Tarnowskie Góry | 277,5 (122,5+155) | Zbigniew Łukasiewicz Orzeł Łódź       | 275 (125+150)     |
| 70 kg        | Waldemar Kosiński Światowit Myszków | 320 (150+170)     | Tomasz Babyn Budowlani Opole        | 302,5 (137,5+165) | Ireneusz Świerc Śląsk Tarnowskie Góry | 290 (127,5+162,5) |
| 76 kg        | Andrzej Kozłowski Budowlani Opole   | 355 (160+195)     | Włodzimierz Chlebosz Śląsk Wrocław  | 340 (150+190)     | Marek Zielonka LKS Terespol           | 325 (150+175)     |
| 83 kg        | Krzysztof Siemion Budowlani Opole   | 370 (160+210)     | Andrzej Cofalik Górnik Czerwionka   | 365 (165+200)     | Jan Ziółkowski WLKS Siedlce           | 355 (160+195)     |
| 91 kg        | Mariusz Rybka Legia Warszawa        | 375 (170+205)     | Piotr Krukowski Budowlani Opole     | 357,5 (160+197,5) | Dariusz Śliwa Śląsk Tarnowskie Góry   | 352,5 (155+197,5) |
| 99 kg        | Sławomir Zawada Zawisza Bydgoszcz   | 407,5 (192,5+215) | Krzysztof Zawadzki Legia Warszawa   | 377,5 (170+207,5) | Michał Sala Lublinianka Lublin        | 345 (155+190)     |
| 108 kg       | Dariusz Osuch Światowit Myszków     | 387,5 (172,5+215) | Piotr Banaszak Zawisza Bydgoszcz    | 387,5 (182,5+205) | Paweł Najdek Budowlani Nowy Tomyśl    | 367,5 (160+207,5) |
| +108 kg      | Stanisław Małysa Legia Warszawa     | 380 (170+210)     | Piotr Latta Śląsk Tarnowskie Góry   | 347,5 (155+192,5) | Artur Kowalczyk Legia Warszawa        | 340 (155+185)     |